# دراکوکسیب
دراکوکسیب (انگلیسی: Deracoxib) (با نام تجاری Deramaxx) یک داروی ضد التهابی غیر استروئیدی (NSAID) از کلاس کوکسیب است که در سگ‌ها برای درمان دردهای مرتبط با استئوآرتریت یا جلوگیری از درد پس از جراحی ارتوپدی یا دندان استفاده می‌شود. این دارو به صورت قرص با طعم گوشت گاو موجود است.

## مصارف پزشکی
دراکوکسیب در سگ‌ها برای کنترل درد و التهاب مرتبط با آرتروز و برای پیشگیری از درد پس از جراحی ارتوپدی یا عمل‌های دندانپزشکی استفاده می‌شود.
در گربه‌ها استفاده از دراکوکسیب توصیه نمی‌شود.

## موارد منع مصرف
دراکوکسیب برای درمان سگ‌های دارای حساسیت مفرط دراکوکسیب یا سایر NSAIDها و سگ‌های مبتلا به زخم‌های گوارشی، بیماری کلیوی، اختلالات کبدی، هیپوپروتئینمی، کم‌آبی یا بیماری قلبی منع مصرف دارد.
سگ‌های مبتلا به بیماری کلیوی ممکن است نیاز به تنظیم دوز داشته باشند (اگر فواید دارو بر خطرات آن بیشتر باشد)، در حالی که سگ‌هایی که همزمان با دیورتیک‌ها درمان می‌کنند در معرض خطر سمیت NSAID هستند و نباید این دارو را مصرف کنند.
از مصرف همزمان دراکوکسیب با استروئیدها یا سایر NSAIDها باید پرهیز شود. ایمنی دراکوکسیب در سگ‌های باردار یا شیرده یا در سگ‌های کمتر از ۴ ماه ثابت نشده‌است.

## عوارض جانبی
شایع‌ترین عوارض جانبی درمان با دراکوکسیب شامل استفراغ، بی اشتهایی، بی حالی و افسردگی است. سایر عوارض جانبی دراکوکسیب ناشی از اثرات آن بر دستگاه گوارش است و شامل فرسایش یا زخم پوشش داخلی معده یا روده است.
عوارض جانبی جدی، از جمله زخم‌هایی که مجرای گوارشی را سوراخ می‌کنند، در سگ‌هایی که دوزهای بالاتر از توصیه‌شده دراکوکسیب دریافت کرده‌اند، یا سگ‌هایی که همزمان با سایر NSAIDها یا داروهای کورتیکواستروئیدی دراکوکسیب مصرف کرده‌اند، رخ داده‌است.
عوارض جانبی مستند شده شامل آسیب یا نارسایی جدی و گاهی کشنده سیستم اندام است. سایر عوارض جانبی عبارتند از افزایش نوشیدن یا ادرار، یرقان، مدفوع خونی یا سیاه، لثه‌های رنگ پریده، لکه‌های داغ، افزایش تنفس (تنفس سریع یا سنگین)، عدم هماهنگی و تغییر رفتار.

## فارماکولوژی
دراکوکسیب یک داروی ضدالتهابی غیراستروئیدی کلاس کوکسیب (NSAID) است. مانند سایر NSAIDها، اثرات آن در اثر مهار آنزیم‌های سیکلواکسیژناز (COX) ایجاد می‌شود. در دوزهایی که برای درمان سگ‌ها استفاده می‌شود، دراکوکسیب باعث مهار بیشتر COX-2 نسبت به COX-1 می‌شود، اما در دوزهای دو برابر توصیه شده برای استفاده در سگ‌ها، دراکوکسیب به‌طور قابل توجهی COX-1 را نیز مهار می‌کند.
در سگ‌ها، نیمه عمر دراکوکسیب در دوز توصیه شده سه ساعت است.